# Abandon (album)
Abandon  je šesnaesti studijski album britanskog hard rock sastava Deep Purple, koji u Americi 1998. godine objavljuje diskografska kuća 'CMC International', u Kanadi 'Aquarius', a u Velikoj Britaniji 'EMI'.
Materijal za album sniman je u studiju 'Greg Rike' u Orlandu, Florida, tijekom perioda od 1997. do 1998. godine, a projekciju je radio Darren Schneider. Ovo je iznimni Purpleov album na kojemu se nalaze obrađene ranije snimljene skladbe, kao naprimjer "Bloodsucker" s albuma In Rock (koja se na ovom albumu zove "Bludsucker").
Novi gitarist Steve Morse vrlo dobro se uklopio u sastav i na ovom materijalu ima puno bolji zvuk nego na njegovom prvijencu Purpendicular. Album je snimljen u jačem hard rock stilu od svojih prethodnika, ali se ipak veći broj skladbi oslanja na rock. Međutim, glavna osobina ovog materijala je ta da je dao najviše heavy i hard uspješnica od bilo kojeg Purpleovog albuma do sada.
Na skladbi "Don't Make Me Happy" pogrešno je napravljen masterd u mono tehnici zvuka, a nije promijenjen niti do konačnog izdanja.

## Popis pjesama
Sve pjesme napisali su Ian Gillan, Roger David Glover, Jon Douglas Lord, Steven J. Morse i Ian Anderson Paice, osim:
- "Bludsucker", koju su napisali Richard Hugh Blackmore, Ian Gillan, Roger Glover, Jon Lord, Ian Paice

1. "Any Fule Kno That" - 4:27
2. "Almost Human" - 4:26
3. "Don't Make Me Happy" - 4:56
4. "Seventh Heaven" - 5:25
5. "Watching the Sky" - 5:26
6. "Fingers to the Bone" - 4:47
7. "Jack Ruby" - 3:48
8. "She Was" - 4:19
9. "Whatsername" - 4:26
10. "'69" - 4:59
11. "Evil Louie" - 4:56
12. "Bludsucker" - 4:27

## Izvođači
- Ian Gillan - prvi i prateći vokali
- Steve Morse - gitara
- Roger Glover - Bas gitara
- Jon Lord - orgulje, klavijature
- Ian Paice - bubnjevi

## Vanjske poveznice
- Discogs.com - Deep Purple - Abandon